# Frantzén
Frantzén, indtil 2013 Frantzén/Lindeberg, er en restaurant i Gamla stan i Stockholm, der ligger på Lilla Nygatan. I 2010 modtog den to stjerner i Michelinguiden. I 2015 var den en af de tre tostjernede michelinrestauranter i Sverige og en af de syv i Norden.
I 2018 blev det den første svenske restaurant med tre michelinstjerne.
Restauranten åbnede i 2008 på samme adresse som den lille ét-stjernede restaurant Mistral var lukket i december 2007. Den bliver ledet af Björn Frantzén og konditoren Daniel Lindeberg, som begge havde arbejdet på Edsbacka krog (den første restaurant i Sverige der modtog to michelinstjerner) før de besluttede at åbne deres egen restaurant. I 2009 modtog den sin første michelinstjerne og i 2010 fulgte den anden. 2018 modtog Frantzén sin tredje michelinstjerne.
Lindeberg forlod restauranten i 2013, hvorefter navnet blev ændret fra Frantzén/Lindeberg til Frantzén.